# Kanton Les Lilas
Kanton Les Lilas is een voormalig kanton van het Franse departement Seine-Saint-Denis. Het kanton maakte deel uit van het arrondissement Bobigny tot het op 22 maart 2015 werd opgeheven. De gemeenten Le Pré-Saint-Gervais werd daarop opgenomen in het op die dag gevormde kanton Pantin, Les Lilas werd opgenomen in het aangrenzende kanton Bagnolet.

## Gemeenten
Het kanton Les Lilas omvat de volgende gemeenten:
- Le Pré-Saint-Gervais
- Les Lilas (hoofdplaats)